# Jean Falloux
Jean Falloux, né le 6 octobre 1930 à Saumur (Maine-et-Loire) et mort le 2 septembre 1967 à  Vernon (Eure), est un pilote d'avion, voltigeur et cascadeur français.

## Biographie
D'abord pilote de chasse, et spécialiste de la voltige, il travaille ensuite dans le cinéma, où il est crédité comme photographe de plateau puis s'occupe de cascades. En parallèle, il tente différents exploits en avion, retransmis à la télévision, tel que se poser sur le toit d'une 4L en 1966.
Il épouse Michelle Châtelain et a deux enfants de ce premier mariage : Jean-Michel Falloux, et Pierric Falloux[réf. nécessaire]. Il se remarie avec la speakerine Anne-Marie Peysson le 18 novembre 1964,. De ce mariage naît le 9 mai 1966 Jean-Pierre Falloux, comédien, mort dans un accident de moto le 14 mars 1999,,,,.
À trente-six ans, Jean Falloux meurt le 2 septembre 1967 lors du tournage du film Les Grandes Vacances, sur lequel il pratique des cascades aériennes et dirige la seconde équipe,. Lors d'un vol d'entraînement à bord d'un Stampe immatriculé F-BCGH, parti de l'aérodrome d'Étrépagny, il multiplie les acrobaties et s'écrase dans un parc de Vesly ; un passager, garagiste aux Thilliers-en-Vexin et père de cinq enfants, meurt aussi,. La popularité télévisuelle de sa veuve propulse le drame à la une des journaux,,. L'animatrice reçoit des milliers de lettres de soutien ,,. Il est inhumé au cimetière du Vésinet le 5 septembre, où il vivait depuis 1966 dans une maison de l'avenue des Pages. Le film Les Grandes Vacances, sorti en décembre 1967, est dédié à sa mémoire.

## Filmographie
Sauf indication contraire, les informations mentionnées dans cette section peuvent être confirmées par la base de données cinématographiques IMDb,  présente dans la section « Liens externes ».
- 1964 : Échappement libre de Jean Becker
- 1964 : Un gosse de la butte ou Rue des cascades de Maurice Delbez
- 1965 : La Tête du client de Jacques Poitrenaud
- 1965 : Le Gendarme à New York de Jean Girault
- 1967 : Jeu de massacre d'Alain Jessua
- 1967 : Les Aventuriers de Robert Enrico
- 1967 : Les Grandes Vacances de Jean Girault
- 1968 : Tante Zita de Robert Enrico
- 1968 : La Louve solitaire d'Édouard Logereau

### Apparitions
- 1964 : Échappement libre de Jean Becker : le photographe de studio avec Olga
- 1967 : Les Aventuriers de Robert Enrico : Jean, le pilote
- 1967 : Les Grandes Vacances de Jean Girault : l'ivrogne